# Alfred Post (Fußballspieler)
Alfred Post (* 20. August 1926 in Ochtrup; † 7. März 2013 in Gronau-Epe) war ein deutscher Fußballspieler, der in den Jahren 1950 bis 1959 in der Oberliga West bzw. Nord 156 Spiele mit elf Toren absolvierte.

## Laufbahn

### Rheydter Spielverein, bis Dezember 1953
Von Arminia Ochtrup aus dem Münsterland war der junge Fußballspieler Alfred Post an den Niederrhein zum Rheydter Spielverein gekommen. Bei den Schwarz-Weißen im Jahnstadion Nordstraße entwickelte er sich zu einer verlässlichen Größe in der Defensive. Kompromisslos und zweikampfstark erledigte er über Jahre seine Verteidigeraufgabe. Mit dem von Fritz Pliska trainierten Spielverein gelang ihm in der Runde 1949/50 durch die Meisterschaft in der 2. Liga West, Gruppe 1, der Aufstieg in die Oberliga West. Im Debütjahr 1950/51 in der Oberliga stieg Borussia Mönchengladbach ab und Rheydt belegte den 9. Rang. Post absolvierte dabei 17 Spiele mit drei Toren. Als 15. – einen Punkt hinter der SpVgg Erkenschwick auf dem rettenden 14. Platz – stieg Post mit Rheydt in der zweiten Runde aber wieder ab. Auch die Tore von Franz Islacker konnten das nicht verhindern. Unter dem neuen Trainer Hennes Weisweiler gelang aber der sofortige Wiederaufstieg. In der Runde 1953/54 konnte der seinen Lebensunterhalt als Textilingenieur arbeitende Post aus beruflichen Gründen aber nur sieben Spiele für Rheydt bestreiten und wechselte zur Jahreswende 1953/54 in den südwestlichsten Zipfel Niedersachsens, nahe der niederländischen Grenze, zu Eintracht Nordhorn.

### Eintracht Nordhorn, Januar 1954 bis 1959
Der Zeit seiner Karriere im Amateurstatus verbliebene Post fand in der Textilstadt Nordhorn eine dauerhafte berufliche Anstellung und zählte fortan auch im Eintracht-Dress zu den Leistungsträgern. Bei Trainer Ernst Fuhry fand er den kongenialen Partner zur Amateur-Philosophie. Mit den „Weinroten“ aus der Grafschaft Bentheim stieg er nach der zweiten Meisterschaft 1954/55 in der Amateurliga Niedersachsen-West in die Oberliga Nord auf. In der Aufstiegsrunde setzten sich die Fuhry-Schützlinge gegen Concordia Hamburg, TSV Havelse und den VfB Lübeck durch.
Von 1955 bis 1959 bestritt Alfred Post für die Eintracht 109 Oberligaspiele und kam dabei noch auf acht Tore. Er war für die Defensive, Heinz Conradi und Heinz Schumann für die Offensive zuständig. Da das Gerippe der Mannschaft aber schon die Dreißig überschritten hatte und die Institution der Eintracht, Trainer Ernst Fuhry, nach elfjähriger Tätigkeit Ende März 1957 entlassen wurde, stieg Nordhorn nach der Runde 1958/59 aus der Oberliga Nord ab. Mit 33 Jahren beendete Alfred Post seine aktive Spielerlaufbahn.

### Deutsche Fußballnationalmannschaft der Amateure, 1952 bis 1955
Als der DFB im Jahre 1952 die ersten Länderspiele mit der Amateurnationalmannschaft bestritt, gehörte von Beginn an, der Verteidiger vom Rheydter Spielverein zu dieser Mannschaft. Die ersten drei internationalen Auftritte der von Bundestrainer Sepp Herberger betreuten Mannschaft im Mai und Juni 1952 sahen jeweils den intelligenten und zweikampfstarken Verteidiger vom Niederrhein im Einsatz. Damit stand für Post nichts mehr im Wege, um an den Olympischen Sommerspielen 1952 in Helsinki teilnehmen zu können. Beim Olympiaturnier in Turku und Helsinki bestritt er die Spiele gegen Ägypten, Brasilien und Schweden, nur im Halbfinale gegen Jugoslawien pausierte er. In den nächsten drei Jahren – 1953 bis 1955 – führte der DFB nur vier Länderspiele mit dem Amateurteam durch. Post bestritt alle Begegnungen für die deutsche Mannschaft. In den ersten vier Jahren der Amateurnationalmannschaft wurden elf Länderspiele ausgetragen, Alfred Post fehlte nur 1952 in einem Turnierspiel. Willi Gerdau und Hermann Höfer lösten bei den Olympischen Spielen 1956 in Melbourne dann den Verteidiger von Eintracht Nordhorn ab.